# Glasgow (Virginia Occidental)
Glasgow es un pueblo ubicado en el condado de Kanawha en el estado estadounidense de Virginia Occidental. En el Censo de 2010 tenía una población de 905 habitantes y una densidad poblacional de 743,45 personas por km².

## Geografía
Glasgow se encuentra ubicado en las coordenadas 38°12′42″N 81°25′17″O / 38.21167, -81.42139. Según la Oficina del Censo de los Estados Unidos, Glasgow tiene una superficie total de 1.22 km², de la cual 1.21 km² corresponden a tierra firme y (0.85%) 0.01 km² es agua.

## Demografía
Según el censo de 2010, había 905 personas residiendo en Glasgow. La densidad de población era de 743,45 hab./km². De los 905 habitantes, Glasgow estaba compuesto por el 97.57% blancos, el 1.44% eran afroamericanos, el 0% eran amerindios, el 0.11% eran asiáticos, el 0% eran isleños del Pacífico, el 0.11% eran de otras razas y el 0.77% pertenecían a dos o más razas. Del total de la población el 0.33% eran hispanos o latinos de cualquier raza.